# Tianjin Pirates
I Tianjin Pirates sono una squadra di football americano di Tientsin, in Cina.

## Dettaglio stagioni

### Tornei nazionali

#### Campionato

##### AFLC/CNFL
| Stagione | regular season | regular season | regular season | regular season | regular season | regular season | playoff | playoff | playoff | playoff | playoff | playoff   | playoff           |
|          | Vin            | Par            | Per            | Tot            | PF             | PS             | Vin     | Per     | Tot     | PF      | PS      | risultato | avversaria        |
| -------- | -------------- | -------------- | -------------- | -------------- | -------------- | -------------- | ------- | ------- | ------- | ------- | ------- | --------- | ----------------- |
| 2013     | 0              | 0              | 3              | 4              | 18             | 110            | -       | -       | -       | -       | -       | -         | -                 |
| 2017     | 1              | 0              | 3              | 4              | 48             | 110            | -       | -       | -       | -       | -       | -         | -                 |
| 2018     | 2              | 0              | 2              | 4              | 39             | 89             | 0       | 1       | 1       | 0       | 1       | Wild Card | Shanghai Warriors |
| 2019     | 0              | 0              | 5              | 5              | 24             | 222            | -       | -       | -       | -       | -       | -         | -                 |
| Totale   | 3              | 0              | 13             | 16             | 129            | 531            | 0       | 1       | 1       | 0       | 1       |           |                   |

Fonti: Enciclopedia del Football - A cura di Roberto Mezzetti

##### Torneo di Primavera
| Stagione | regular season | regular season | regular season | regular season | regular season | regular season | playoff | playoff | playoff | playoff | playoff | playoff          | playoff           |
|          | Vin            | Par            | Per            | Tot            | PF             | PS             | Vin     | Per     | Tot     | PF      | PS      | risultato        | avversaria        |
| -------- | -------------- | -------------- | -------------- | -------------- | -------------- | -------------- | ------- | ------- | ------- | ------- | ------- | ---------------- | ----------------- |
| 2021     | -              | -              | -              | -              | -              | -              | 0       | 1       | 1       | 6       | 39      | Quarti di finale | Shenyang Spartans |
| Totale   | -              | -              | -              | -              | -              | -              | 0       | 1       | 1       | 6       | 39      |                  |                   |

Fonti: Enciclopedia del Football - A cura di Roberto Mezzetti

##### CBL
| Stagione | regular season | regular season | regular season | regular season | regular season | regular season | playoff | playoff | playoff | playoff | playoff | playoff   | playoff    |
|          | Vin            | Par            | Per            | Tot            | PF             | PS             | Vin     | Per     | Tot     | PF      | PS      | risultato | avversaria |
| -------- | -------------- | -------------- | -------------- | -------------- | -------------- | -------------- | ------- | ------- | ------- | ------- | ------- | --------- | ---------- |
| 2016     | 1              | 0              | 1              | 2              | 12             | 30             | -       | -       | -       | -       | -       | -         | -          |
| Totale   | 1              | 0              | 1              | 2              | 12             | 30             | -       | -       | -       | -       | -       |           |            |

Fonti: Enciclopedia del Football - A cura di Roberto Mezzetti

### Riepilogo fasi finali disputate
| Anno             | Luogo | Evento              | Fase del torneo  | Incontro                            | Risultato    |
| 17 novembre 2018 |       | AFLC                |                  | Shanghai Warriors - Tianjin Pirates | 1 - 0 d.g.s. |
| 24 aprile 2021   |       | Torneo di Primavera | Quarti di finale | Shenyang Spartans - Tianjin Pirates | 39 - 6       |